# دیوید ماینتس
دیوید ماینتس (انگلیسی: David Mainz؛ زادهٔ ۲۱ ژوئن ۱۹۸۵) بازیکن فوتبال اهل اسپانیا است.
از باشگاه‌هایی که در آن بازی کرده‌است می‌توان به باشگاه فوتبال هرکولس، باشگاه فوتبال لاریسا، باشگاه فوتبال ایبار، و باشگاه فوتبال اوئسکا اشاره کرد.